# Ur-III-Zeit
Mit dem Begriff Ur-III-Zeit (auch 3. Dynastie von Ur) wird der letzte Abschnitt der sumerischen Geschichte bezeichnet (kurze Chronologie: 2048 bis 1940 v. Chr. oder mittlere Chronologie: 2112 bis 2004 v. Chr.). Benannt ist sie nach der herrschenden dritten Dynastie der alten sumerischen Stadt Ur, gezählt nach den Angaben der Sumerischen Königsliste. Die Ur-III-Zeit wurde insbesondere früher als Teil der Neusumerischen Zeit verstanden, die archäologisch auch die Zeit der 2. Dynastie von Lagasch einschließt, die der Ur-III-Zeit unmittelbar vorangeht, bzw. sich mit ihr überschneidet. Der Begriff Neusumerische Zeit wird heute weniger verwandt, da mit ihm auch der Gedanke einer Art „sumerischer Renaissance“ verbunden war, was seit den 1990er Jahren weitgehend abgelehnt wird. Stattdessen rückt die Kontinuität der Geschichte mehr in den Vordergrund.

Ungefähre Ausdehnung des Reiches der dritten Dynastie von Ur (2112–2004 v. Chr. nach der mittleren Chronologie) mit der territorialen Organisation des Zentrums und der Peripherie in Šulgis Regentschaft (2093–2047 v. Chr.).

Der Dynastiegründer Ur-Nammu weitete die Herrschaft des Stadtstaates von Ur zu einem Reich aus. Er legte mehrere Kanäle an und band die sumerischen Städte an sich, indem er die Tempel der Stadtgötter erneuerte. Unter ihm ist erstmals nachweisbar, dass früher nur auf einer Terrasse errichtete Tempel nun auf zwei Terrassen errichtet wurden, wodurch die Bauform der Ziqqurrat entstand. Daneben gab es weiter auch Tempel ohne Erhöhung. Als erster Herrscher veröffentlichte Ur-Nammu eine Sammlung von Gesetzen. Dadurch förderte er die Rechtssicherheit und beschnitt zugleich den Einfluss lokaler Autoritäten. Vielleicht zum ersten und auch zum letzten Mal wurde ein Großteil des eigentlich stadtstaatlich geprägten Sumers für längere Zeit unter einer sumerischen Oberherrschaft vereint. Sie ist im Inneren von Zentralisierung und Bürokratisierung, aber auch von einer Reform des Rechts gekennzeichnet. Seine größte Machtfülle erreichte das Reich von Ur wohl während der langen Herrschaft von Ur-Nammus Sohn und Nachfolger Šulgi. Šulgi griff eine Tradition altakkadischer Herrscher auf und ließ sich als Gott verehren.
Bereits Šulgi sah sich gezwungen, eine Mauer zu errichten, um von Norden her eindringende Nomaden fernzuhalten. Er benannte sein 37. Herrschaftsjahr nach dem Bau dieser „Mauer des Landes“. Unter seinen Nachfolgern Amar-Suena und Šu-Suen, die jeweils ungefähr 8 Jahre regierten, konnte sich das Reich von Ur seiner Feinde erwehren, aber bereits Šu-Suen sah sich erneut gezwungen, eine große Mauer gegen einfallende Nomaden zu bauen und benennt danach sein 4. Regierungsjahr. Gegner waren die von Norden kommenden semitischen Amurriter, ebenso wie Ethnien aus Iran, die aber auch selbst unter Kriegszügen des Reiches von Ur zu leiden hatten.
Das Ende des Reiches von Ur kam mit dem 5. König Ibbi-Sin (auch Ibbi-Suen). Bereits in seinem ersten Jahr begann eine nicht enden wollende Knappheit an Getreide, was auch auf Fleisch und Milchprodukte sich auswirkte, da Tiere vielfach mit der in Sumer sonst reichlich vorhandenen Gerste gefüttert wurden. Ab seinem zweiten Jahr fielen die Gouverneure der Provinzen in rascher Folge von Ibbi-Sin ab. Weiter beschleunigt wurde der Niedergang durch eine Art Putsch eines Generals mit Namen Išbi-Erra. Išbi-Erra stammte aus Mari am Mittleren Euphrat, das nicht zum Reich von Ur, geschweige denn zu Sumer gehörte. Briefe, die Ibbi-Sin mit Išbi-Erra und anderen Untergebenen austauschte, erzählen wie Ibbi-Sin Išbi-Erra nach Nippur schickte, um Getreide einzukaufen, dieser ihn aber statt einfach zu liefern unter Vorwänden erpresste. Die Authentizität der Briefe, welche in altbabylonischen Schreiberschulen zu Übungszwecken kopiert wurden, ist höchst fraglich, doch ist verbürgt, dass Ibbi-Sin gezwungen war, die Schätze der Tempel nach Isin zu schicken, wo Išbi-Erra residierte. Schließlich fiel Ur dem Angriff der in Iran gelegenen Länder Elam und Šimaški zum Opfer. Ibbi-Sin wurde als Gefangener weggeführt und kehrte nie wieder zurück. Išbi-Erra, der Ibbi-Sin noch eine Weile nominell die Treue gehalten, sich dann aber selbst zum König gemacht hatte, konnte die Invasoren später vertreiben und begründete seinerseits die Dynastie von Isin. Es ist nicht abschließend geklärt, was den Niedergang des anfangs mächtigen Reiches von Ur verursachte. Nach einer Idee von Walther Sallaberger könnte eine Verlagerung des Tigris weiter nach Osten großen landwirtschaftlichen Flächen das Wasser nach und nach entzogen haben, wofür es eine Reihe von Indizien gibt.
Wirtschaftlich war die Ur-III-Zeit wie frühere Epochen von der Zentralisierung von Grundbesitz gekennzeichnet. Nominell unterstand wohl das meiste Land den Tempeln, real hatte aber der Staat, bzw. das Herrscherhaus den Zugriff auf die Erträge. Provinzgouverneure und mächtige Familien konnten auch Land besitzen. Es existierten große, von Aufsehern verwaltete Güter. Die Landarbeiter waren oft fest an das jeweilige Gut gebunden und erhielten als Gegenleistung Parzellen zur Selbstversorgung oder Getreidezuteilungen. Auch Pächter und freie, bezahlte Arbeiter und Zwangsarbeiter waren bekannt. Insgesamt ist in den Quellen des 3. Jahrtausends privates Landeigentum nur selten fassbar.